# ونوشا تی۷۰
ونوشا تی۷۰ یک کراس‌اوور کوچک است که از سال ۲۰۱۴ در چین و توسط ونوشا، زیر مجموعه دانگ‌فنگ تولید می‌شود. این خودرو در نوامبر ۲۰۱۴ در نمایشگاه اتومبیل گوانگژو معرفی شد و در دسامبر ۲۰۱۴ به بازار راه یافت. تا سال ۲۰۱۹، بالای ۱۳۰٬۰۰۰ نسخه از این خودرو در بازار چین به فروش رفته‌است.

## بررسی
این خودرو مبتنی بر پلت‌فرم سی نیسان است که همان پلت‌فرم نسل اول نیسان قشقایی می‌باشد. قیمت این خودرو از ۸۹٬۸۰۰ یوان تا ۱۲۷٬۸۰۰ یوان متغیر است.

## ونوشا تی۷۰ایکس

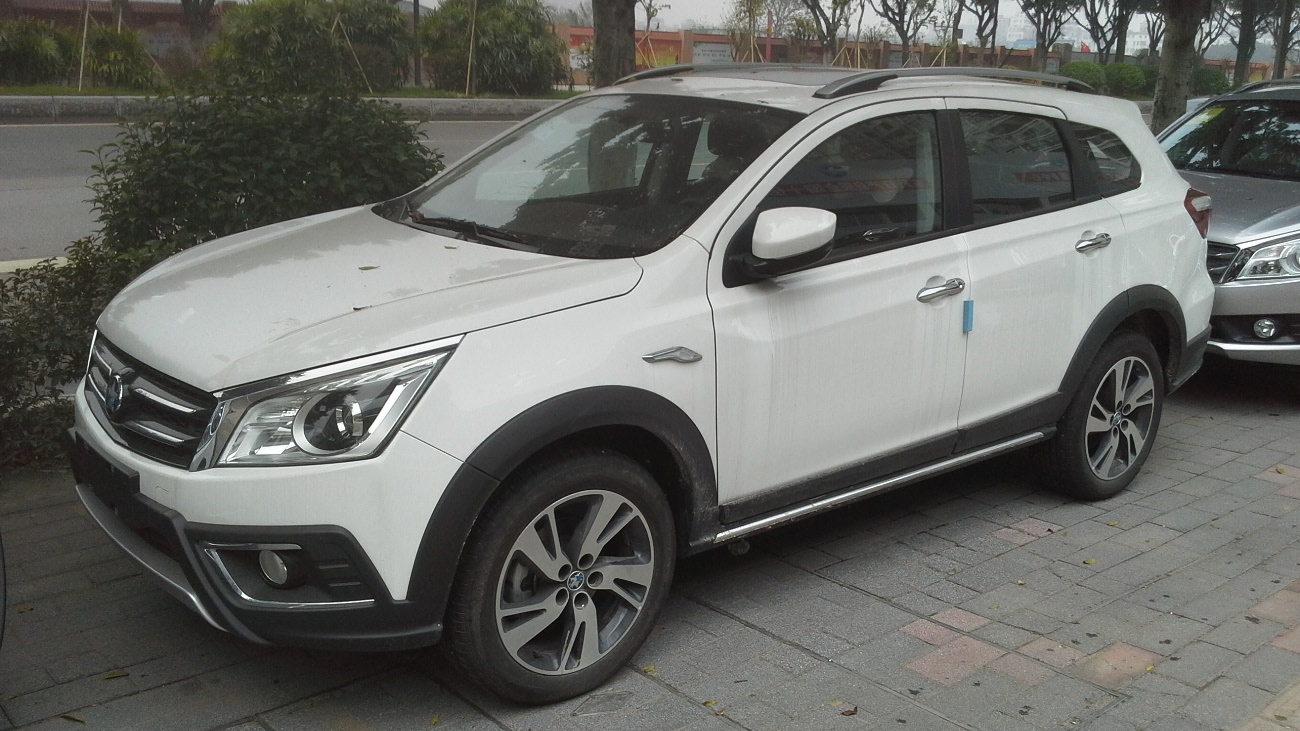
ونوشا تی۷۰ایکس

این نسخه، نسخه چهار چرخ متحرک این خودرو بود و از لحاظ ظاهری تفاوتی با نسخه معمولی نداشت و بین سال‌های ۲۰۱۵ و ۲۰۱۷ تولید می‌شد.

## فیس‌لیفت ۲۰۱۸
فیس‌لیفت ونوشا تی۷۰ در نمایشگاه اتومبیل گوانگژو ۲۰۱۷ به نمایش درآمد و در دسامبر ۲۰۱۷ به بازار راه یافت. در ونوشا تی۷۰ فیس‌لیفت، جلو و قسمت عقب خودرو باز طراحی شده‌است.